# André Sprumont
André Sprumont est un artiste-peintre belge né à Andenne en 1938. Après des débuts figuratifs, il choisit très tôt la voie de l’abstraction. Lauréat de plusieurs prix[Lesquels ?], ses œuvres sont conservées dans plusieurs collections privées et publiques, dont les Musées royaux des beaux-arts de Belgique, à Bruxelles.